# Euphorbia clivicola
Euphorbia clivicola es una especie de fanerógama perteneciente a la familia de las euforbiáceas. Es originaria de Sudáfrica en Limpopo (cerca de Polokwane).

## Descripción
Es una planta perenne, arbustiva con tallo suculento que alcanza un tamaño de 0.1 - 0.25 m de altura. A un a altitud de 1350 - 1450 metros.

## Taxonomía
Euphorbia clivicola fue descrita por Robert Allen Dyer y publicado en Bothalia 6: 221. 1951.
Etimología
Euphorbia: nombre genérico que deriva del médico griego del rey Juba II de Mauritania (52 a 50 a. C. - 23), Euphorbus, en su honor – o en alusión a su gran vientre –  ya que usaba médicamente Euphorbia resinifera. En 1753 Carlos Linneo asignó el nombre a todo el género.
clivicola: epíteto latino que significa "de las colinas".